# Тамахаганэ
Тамахаганэ (яп. 玉鋼, «алмазная сталь») — разновидность японской стали, известная с древности и используемая для изготовления клинков мечей и ножей.

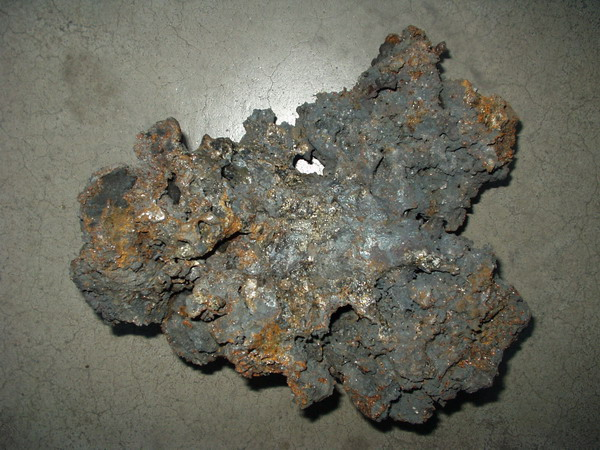
Слиток тамахаганэ

Производится из железа, добываемого в префектуре Симане на западе Хонсю. Оно добывается в форме чёрного песка, точнее чёрного пескообразного магнетита (Fe3O4) — сатэцу (яп. 砂鉄 Са:тэцу). Продукт эрозии естественных залежей железной руды сатэцу часто находится в или рядом с руслами рек, смешанный с илом и другими отложениями. Железо в этой песчаной смеси составляет только около 1 процента.
В период Эдо для отделения железа песчаная смесь нагнеталась в водяные каналы с волнистыми препятствиями на дне. Более тяжелый железный песок скапливался за препятствиями, в то время как вода уносила более лёгкий песок. Этот старинный метод экономичен и дает возможность получить очень чистую руду, но угроза загрязнения окружающей среды заставила отказаться от него. В современности песок добывается бульдозером, затем железная руда извлекается магнитом и доставляется к печам грузовиком.
Сталь изготавливается в плавильных печах японского типа, называемых татара. Татара, как и другие плавильные печи, использует способность раскаленного железа объединяться с углеродом, в результате чего получается сталь. Для получения углерода сжигается древесный уголь, приготовленный из особых пород древесины для выжигания вредных серо- и фосфоросодержащих примесей в железе и насыщения его углеродом. Полученные угли покрываются железным песком и немедленно засыпаются слоем древесного угля. Эта операция повторяется каждые тридцать минут в течение семидесяти двух часов. Один рабочий цикл татара занимает пять дней. За время полного цикла татара расходует 13 тонн древесного угля и 8 тонн сатэцу.
Когда температура достигает 1400 градусов, кислород поступает в печь с помощью мехов. Этот кислород вступает в реакцию с углеродом из древесного угля, чтобы получить угарный газ. Реакция упрощается:

Fe2O3 + CO → 2Fe + CO2 + O2
По окончании процесса выплавки на дне татара образуется стальной блок — кэра, весом приблизительно около двух тонн. Стены татара разрушаются, и огромный кусок металла извлекается наружу, после чего рабочие разбивают его на отдельные куски.
В результате получается 2 тонны неоднородной стали с различной концентрацией углерода, которую ещё предстоит сортировать. Слитки железа расплющивались в тонкие пластины, резко охлаждались в воде и затем разбивались на куски размером с монету. После этого производилась селекция кусочков, отбрасывались куски с крупными вкраплениями шлака, по цвету и гранулярной структуре разлома сортировались остальные. Такой метод позволял кузнецу отбирать сталь с содержанием углерода в диапазоне от 0,6 до 1,5 %.
Тамахаганэ стоит приблизительно 20 долларов за фунт (около 450 граммов). Поскольку кузнецу необходимо 5 или 6 фунтов тамахаганэ, чтобы изготовить один фунт стали, стоимость тамахаганэ для изготовления одного клинка может достигать 200 долларов.